# Killswitch Engage (album, 2000)
Cet article concerne l'album sorti en 2000. Pour l'album sorti en 2009, voir Killswitch Engage (album, 2009).
Albums de Killswitch Engage
1999 Demo
(1999) Alive or Just Breathing
Killswitch Engage est le premier album musical du groupe de metalcore américain Killswitch Engage. L'album est sorti le 11 juillet 2000 sous le label Ferret Records. Il s'agit de l'unique album du groupe sorti sous ce label.
En 2005, le label a fait une ré-édition de cet album. Quatre titres ont été ajoutés à la liste des titres de l'album. Il s'agit des titres qui composaient une démo sortie en 1999, intitulée sobrement 1999 Demo.
Le groupe sortira un autre album intitulé également Killswitch Engage. Howard Jones, l'actuel chanteur du groupe, explique cette intention d'avoir un deuxième album éponyme par le fait qu'il considère plus cet album ci comme un EP que comme un véritable album studio.
Les titres Temple from the Within, Vide Infra, Irreversal et In the Unblind seront par la suite ré-enregistrés et parraitront dans la liste des titres des albums studio suivants du groupe.

## Liste des chansons
1. Temple from the Within - 3:45
2. Vide Infra – 3:34
3. Irreversal – 4:17
4. Rusted Embrace – 4:25
5. Prelude – 1:55
6. Soilborn – 3:27
7. Numb Sickened Eyes – 3:35
8. In the Unblind – 2:52
9. One Last Sunset – 3:57

### Titres de la ré-édition
1. Prelude – 2:03
2. Soilborn – 3:19
3. Vide Infra – 3:28
4. In the Unblind – 2:50

## Musiciens
- Jesse Leach - chant
- Joel Stroetzel – guitare
- Mike D'Antonio – basse
- Adam Dutkiewicz – batterie